# Mahasweta Devi
Mahasweta Devi (bengali: মহাশ্বেতা দেবী Môhashsheta Debi), född 14 januari 1926 i Dhaka, död 28 juli 2016 i Kolkata, var en indisk (bengalisk) författare.

## Biografi
Mahasweta Devi föddes i Östbengalen, och på grund av den politiska utvecklingen flyttade hennes familj till Calcutta i Västbengalen när hon var liten. Hon tillhör en litterärt framstående släkt i Indien, som dotter till två diktare, Manish Ghatak och Dharitri Devi. Därmed kom hon tidigt i kontakt med konstnärsgruppen Gananatya, som genom politisk teater försökte nå bondebefolkningen i Bengalens mer avlägsna byar.
Mahasweta Devi hade möjlighet att studera, och tog en MA i engelsk litteratur från Calcuttauniversitetet. Därefter verkade hon som lärare, och skrev för olika tidningar. Hennes debut som författare skedde 1956 med romanen Jhansir Rani. Hon utkom sedan med ett stort antal böcker, novellsamlingar och romaner, fler än 100 titlar. I Indien erhöll hon flera utmärkelser för sitt författarskap, som brukar föras till den postkoloniala litteraturen.
Hon utkom första gången på svenska 2008, med Branden i hjärtat, vid Ordfront förlag. Hennes romaner handlar ofta om kolonialtiden i Indien, de militanta vänsterrörelserna under 1900-talet, och stamsamhällena i de indiska byarna. Med sitt författarskap förde Devi alltid en social kamp, och för detta engagemang är hon mycket känd i hemlandet.